# Рејнир (планина)
Планина Рејнир, позната и као Тахома, је велики активни стратовулкан у Каскадном венцу северозападног Пацифика, у Сједињеним Државама. Налази се у истоименом националном парку, око 95 km јужно-југоисточно од Сијетла. Са надморском висином од 4392 m представља највише узвишење америчке савезне државе Вашингтон, планину са највећом релативном висином у континенталном делу САД и највишу планину дуж Каскадског вулканског лука.
Због велике вероватноће да ће еруптирати у блиској будућности, Рејнир се сматра једним од опаснијих вулкана на свету, а налази се и на листи Декадних вулкана. Велика количина глацијалног леда на планини значи да би ерупција Ренијера могла да изазове масивне лахаре који би могли да угрозе целу долину реке Пујалуп. Према Геолошком заводу Сједињених Држава око 80.000 људи и њихови домови су у опасности у зонама које могу бити угрожене од потенцијалних лахара.
Између 1950. и 2018. године, 439.460 људи се попело на планину Ренијер. Отприлике 84 особе погинуле су у планинарским несрећама на планини од 1947. до 2018. године.

## Назив
Пре него што је добила данашње име локални Индијанци су планину звали Талол, Тахома или Такома што је на њиховом језику значило
" мајка вода ". Садашњи назив је дао Џорџ Ванкувер (енгл. George Vancouver) у част свог пријатеља адмирала Петера Рејнира (енгл. Peter Rainier).

## Географија
Са 26 великих глечера и 93 km² сталних снежних пољана Рејнир је највећа глечерска област у 48 САД држава. На самом
врху планине налазе се два кратера са преко 300 м. у пречнику. Геотермална топлота из вулкана држи подручје око ивице оба кратера
без снега и леда, и ту се формирала највећа светска мрежа вулканских глечерских пећина са скоро 3,2 км. пролаза.